# Герберт-Віктор Шюце
Герберт-Віктор Шюце (нім. Herbert-Viktor Schütze; 24 лютого 1917, Ганновер — 14 листопада 1942, Середземне море) — німецький офіцер-підводник, капітан-лейтенант крігсмаріне.

## Біографія
5 квітня 1935 року вступив на флот. В квітні-вересні 1940 року пройшов курс підводника. У вересні-листопаді 1940 року — вахтовий офіцер в 21-й флотилії. З 18 січня 1941 року — 1-й вахтовий офіцер на підводному човні U-77. З вересня 1941 року — помічник інструктора училища корабельної артилерії. В листопаді-грудні 1941 року пройшов курс командира човна. З 15 січня 1942 року — командир U-605, на якому здійснив 3 походи (разом 78 днів у морі). 14 листопада 1942 року U-605 був потоплений в Середземному морі північно-західніше Орану (36°20′ пн. ш. 01°01′ зх. д.) глибинними бомбами британського бомбардувальника «Хадсон». Всі 46 членів екіпажу загинули.
Всього за час бойових дій потопив 3 кораблі загальною водотоннажністю 8409 тонн.
| Дата           | Назва корабля | Тип               | Тоннаж | Вантаж | Екіпаж | Загинули | Країна             | Конвой  |
| -------------- | ------------- | ----------------- | ------ | ------ | ------ | -------- | ------------------ | ------- |
| 3 серпня 1942  | Bombay        | Паровий траулер   | 229    |        | 13     | 13       | Британська імперія |         |
| 25 серпня 1942 | Katvaldis     | Торговий пароплав | 3,163  | Баласт | 43     | 3        | Британська імперія | ONS-122 |
| 25 серпня 1942 | Sheaf Mount   | Торговий пароплав | 5,017  | Баласт | 51     | 31       | Британська імперія | ONS-122 |

## Звання
- Кандидат в офіцери (5 квітня 1935)
- Морський кадет (25 вересня 1935)
- Фенріх-цур-зее (1 липня 1936)
- Оберфенріх-цур-зее (1 січня 1938)
- Лейтенант-цур-зее (1 квітня 1938)
- Оберлейтенант-цур-зее (1 жовтня 1939)
- Капітан-лейтенант (1 квітня 1942)

## Нагороди
- Медаль «За вислугу років у Вермахті» 4-го класу (4 роки)